# Воинское кладбище № 46 (Конечна)
 Памятник культуры Малопольского воеводства: регистрационный номер 644 от  25 марта 1993 года.
Воинское кладбище № 46 — Конечна (пол. Cmentarz wojenny nr 46 - Konieczna) — воинское кладбище, находящееся в селе Конечна в гмине Усце-Горлицке, Горлицкий повят, Малопольское воеводство. Кладбище входит в группу Западногалицийских воинских захоронений времён Первой мировой войны. На кладбище похоронены военнослужащие Австро-Венгерской и Российской армий, погибшие во время Первой мировой войны в январе — феврале 1915 года. Исторический памятник Малопольского воеводства.

## История
Кладбище было построено Департаментом воинских захоронений К. и К. военной комендатуры в Кракове в 1915 году по проекту словацкого архитектора Душана Юрковича. На кладбище площадью 2.047 квадратных метра находится 6 братских и 48 индивидуальных могилы, в которых похоронены 168 австро-венгерских и 135 русских солдат из 193-го Свияжского и 195-го Оровайского пехотных полков. Среди похороненных известны имена 163 австрийских и 1 русского воинов.
В 60-е годы XX столетия на кладбище был произведён ремонт. В настоящее врем оно находится в плохом состоянии.
25 марта 1993 года кладбище было внесено в реестр исторических памятников Малопольского воеводства (№ 644).

## Описание
Воинское кладбище располагается на юго-запад от села Конечна в поблизости от польско-словацкой границы. Кладбище обнесено заграждением из деревянного штакетника. По углам кладбища располагаются каменные прямоугольные столбы. Вход на кладбище осуществляется через двухстворчатые ворота.
Главным элементом кладбища является двухэтажная каменная башня высотой около 2 метров, располагающаяся на каменном фундаменте. Башня покрыта черепицей и увенчана крестом. На четырёх сторонах второго квадратного этажа находятся деревянные латинские кресты. На северной, южной и восточной стороне нижнего этажа находятся надписи на немецком языке.
Могилы русских солдат отмечены патриаршим крестом, а могилы австрийских — латинским.
высотой около 50 сантиметров. На кладбище восстановлены два надмогильных креста, на которых прибиты таблички с цифрой «1915».

## Источник
- Oktawian Duda: Cmentarze I wojny światowej w Galicji Zachodniej. Warszawa: Ośrodek Ochrony Zabytkowego Krajobrazu, 1995. ISBN 83-85548-33-5.